# Isaac Dobrinsky
Isaac Dobrinsky, né à Makariv (Ukraine) en 1891 et mort à Paris en 1973, est un peintre de l'École de Paris.

## Biographie
Isaac Dobrinsky est à peine âgé de sept ans lorsque son père, homme religieux, meurt subitement. Après un apprentissage dans une école talmudique, il s'installe à Kiev pendant six ans et commence à modeler des figures en terre. Il étudie à l'École d'Art de Sabatovski et gagne sa vie chez un fabricant de boîtes de conserves. 
En 1912, Dobrinsky arrive à Paris, où il est chaleureusement accueilli par le sculpteur Marek Szwarc. Il s'installe à la Ruche et partage pendant deux ans son atelier avec Chaïm Soutine. Un an après son arrivée en France, Dobrinsky tombe malade et délaisse alors la sculpture pour la peinture.
En 1914, il s'engage dans la Légion étrangère, mais se fait finalement exempter pour des raisons de santé. De retour à la vie parisienne, il fréquente l'Académie Colarossi et rencontre Vera Kremer (son père, Arkadi Kremer, fut un des fondateurs du Bund) qui devient sa femme en 1926. 
Il présente en 1928 au Salon d'automne la toile Femme assise.
Après avoir habité vingt-sept ans à la Ruche, Dobrinsky déménage en 1934 pour la rue d'Odessa.
De nombreuses peintures d'Isaac Dobrinsky ont été exposées à la Galerie Gérard Rambaud à Paris.